# Pristimantis jabonensis
Pristimantis jabonensis är en groddjursart som först beskrevs av La Marca 2007.  Pristimantis jabonensis ingår i släktet Pristimantis och familjen Strabomantidae. IUCN kategoriserar arten globalt som otillräckligt studerad. Inga underarter finns listade i Catalogue of Life.